# Olof Nordenstråle
Olof Nordenstråle, före adlandet 1719 Nordeman, född 26 augusti 1683 i Lund, död 21 maj 1742 i Stockholm, var ett svenskt riksråd och justitiekansler.

## Biografi
Olof Nordeman var son till professorn och akademibibliotekarien Martin Nordeman från Nora i Ångermanland, och dennes hustru Anna Catharina Ehrenborg. Fadern avled innan han hunnit fylla ett år, och modern gifte om sig med professor Johan Lundersten i vars hem Olof Nordeman växte upp. 
Han blev 1706 auskultant vid Svea hovrätt och något år senare notarie. Nordenstråle utsågs 1710 att såsom advokatfiskal förvalta uppbörden i änkedrottning Hedvig Eleonoras livgeding samt gjordes av henne 1713 till häradshövding och 1714 till livgedingets guvernementssekreterare. Han erhöll 1718 en assessorsbefattning i hovrätten i Åbo, dit han likväl av det pågående kriget hindrades att bege sig, blev 1719 e.o. och 1721 ordinarie assessor i Svea hovrätt, 1727 revisionssekreterare och ledamot av lagkommissionen.
Han utnämndes 1737 till justitiekansler. 1739 inkallades han i rådet samt efterträdde Gustaf Cronhielm såsom ordförande i lagkommissionen och Carl Gyllenborg såsom kansler för Lunds universitet.

### Ätten Nordenstråle
Olof Nordeman adlades 1719 med namnet Nordenstråle, och introducerades året därefter på nummer 1608. Han var emellertid ogift, och slöt själv sin adliga ätt.
Namnet Nordenstråle blev 2006 föremål för ett omtvistat beslut i PRV, som godkände att ett till släkten orelaterat par bytte namn till Nordenstråle trots invändningar från Riddarhuset. PRV gjorde bedömningen att namnet var utdött och inte allmänt känt